# Circuito Aiala
Le Circuito Aiala est une course cycliste espagnole qui se déroule le 15 août à Amurrio (Alava), dans la communauté autonome du Pays basque. Elle est organisée par le Club Ciclista Amurrio.

## Présentation
L'épreuve se tient sur un parcours légèrement escarpé avec le traditionnel Alto de Zaraobe, un mur d'un kilomètre à 6 % de pente moyenne qui est escaladé à plusieurs reprises. Depuis 2019, elle emprunte l'Alto San Mamés, une ascension de deux kilomètres avec des passages à 8 %.
L'édition 2010 est interrompue puis finalement annulée dès le kilomètre 19 pour des raisons de sécurité, à cause d'une lourde chute impliquant une cinquantaine de participants.

## Palmarès depuis 1998
| Année | Vainqueur               | Deuxième                    | Troisième             |
| ----- | ----------------------- | --------------------------- | --------------------- |
| 1998  | Josu Isasi              | José Luis Fernández Sánchez | Jon Agirrebeitia      |
| 1999  | ?                       | ?                           | ?                     |
| 2000  | Gorka González          | Xabier Zandio               | Jon Bru               |
| 2001  | Pedro Arreitunandia     | Alberto Sánchez             | Francisco Gutiérrez   |
| 2002  | ?                       | ?                           | ?                     |
| 2003  | Aitor Hernández         | Mario de Sárraga            | Alejandro Barrero     |
| 2004  | ?                       | ?                           | ?                     |
| 2005  | Alejandro Iglesias      | Iñigo Lariz                 | Luis Moyano           |
| 2006  | José Vicente Toribio    | Ander Odriozola             | Roberto Barrientos    |
| 2007  | ?                       | ?                           | ?                     |
| 2008  | Andoni Blázquez         | Luis Moyano                 | Enrique Sanz          |
| 2009  | Garikoitz Atxa          | Jon Pardo (es)              | Pedro Palou           |
| 2010  | annulée                 | annulée                     | annulée               |
| 2011  | Carlos Barbero          | Pablo Torres                | Unai Iparragirre (es) |
| 2012  | Jon Pardo (es)          | Iván González               | Adrián Richeze        |
| 2013  | Sebastián Tolosa        | Víctor Gómez                | Sergio Rodríguez      |
| 2014  | Imanol Estévez          | Aritz Bagües                | Mikel Bizkarra        |
| 2015  | Francisco Javier Martín | Mikel Aristi                | Jon Irisarri          |
| 2016  | Cristian Torres         | Antonio Angulo              | Jokin Aranburu        |
| 2017  | Alain Ramírez           | Xavier Cañellas             | Dzmitry Zhyhunou      |
| 2018  | Íñigo Elosegui          | Julen Amarika               | Javier Fuentes        |
| 2019  | Miguel Ángel Fernández  | Esteban Guerrero            | Julen Amarika         |
| 2020  | annulé                  | annulé                      | annulé                |
| 2021  | Yacine Hamza            | Alberto Serrano             | Iván Cobo             |
| 2022  | Xabier Berasategi       | Rodrigo Álvarez             | Haimar Etxeberria     |
| 2023  | Dylan Westley           | Sergio Gutiérrez            | Julen Arriola-Bengoa  |
| 2024  | Hugo de la Calle        | Sergio Trueba               | Gorka Corres          |
| 2025  | Iker Villar             | Jorge Gonzalez Segurado     | Eder Moreno           |